# Hippotion diyllus
Hippotion diyllus är en fjärilsart som beskrevs av Fawcett 1915. Hippotion diyllus ingår i släktet Hippotion och familjen svärmare. Inga underarter finns listade i Catalogue of Life.